# 石崖遗址
石崖遗址，位于中国青海省刚察县沙柳河镇，为青海省市县级文物保护单位，公布日期为1987年5月6日，类型为古遗址。
石崖遗址的历史年代为卡约文化。